# Résolution 910 du Conseil de sécurité des Nations unies
Membres permanents
- Chine
- États-Unis
- France
- Royaume-Uni
- Russie

Membres non permanents
- Argentine
- Brésil
- Djibouti
- Espagne
- Nigéria
- Nouvelle-Zélande
- Oman
- Pakistan
- République tchèque
- Rwanda

Résolution no 909 Résolution no 911
La Résolution 910 du Conseil de sécurité des Nations unies, est adoptée à l'unanimité le 14 avril 1994. Après avoir examiné une lettre du Secrétaire général Boutros Boutros-Ghali l'informant de son intention d'envoyer une équipe de reconnaissance dans la bande contestée d'Aozou entre le Tchad et la Libye, le Conseil a décidé d'exempter la mission de reconnaissance d'une disposition de la résolution 748 (1992) qui imposait des sanctions internationales à la Libye.
Agissant en vertu du Chapitre VII de la Charte des Nations unies, le Conseil a reconnu que la mission nécessiterait l’utilisation d’avions des Nations unies qui devaient être exemptés afin de surveiller le retrait de la Libye. Le Conseil s'est félicité de l'accord intervenu le 4 avril 1994 entre le gouvernement du Tchad et le gouvernement de la Libye à Syrte concernant l'exécution de l'arrêt rendu par la Cour internationale de Justice le 3 février 1994 concernant la souveraineté de la bande d'Aouzou. Le secrétaire général a été prié de tenir le Conseil informé des vols effectués en vertu de la résolution actuelle.